# (14472) 1993 SQ14
(14472) 1993 SQ14 est un objet de la ceinture principale d'astéroïdes intérieure découvert en 1993.

## Description
(14472) 1993 SQ14 a été découvert le 22 septembre 1993 à l'observatoire Palomar, situé au nord de San Diego en Californie, par Timothy B. Spahr.

### Caractéristiques orbitales
L'orbite de cet astéroïde est caractérisée par un demi-grand axe de 1,93 UA, un périhélie de 1,70 UA, une excentricité de 0,12 et une inclinaison de 20,62° par rapport à l'écliptique. Du fait de ces caractéristiques, à savoir un demi-grand axe inférieur à 2 UA et un périhélie supérieur à 1,666 UA, il est classé, selon la JPL Small-Body Database, objet de la ceinture principale d'astéroïdes intérieure.

### Caractéristiques physiques
(14472) 1993 SQ14 a une magnitude absolue (H) de 15,1 et un albédo estimé à 0,215.